# Dinámica fluvial

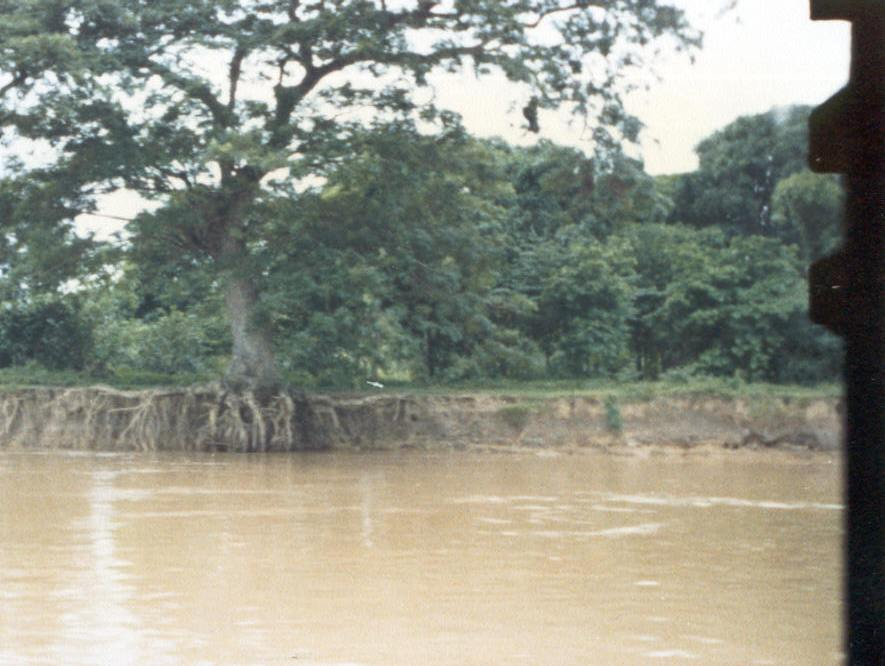
Erosión en la margen izquierda del río Apure, frente a la población de El Samán. Foto tomada en la época de lluvias del año 1978, en un tramo recto del río.

 La dinámica fluvial es el proceso por el que la acción de los ríos (erosión y sedimentación, principalmente) modifica de alguna manera el relieve terrestre y el propio trazado de los ríos. Es un concepto fundamental en el análisis de la hidrografía e hidrología, en especial, en el estudio de las aguas continentales. Su relevancia se deriva de las consecuencias tan importantes que los procesos involucrados en las aguas fluviales tienen en la planificación de cuencas y en la construcción de obras de infraestructura tanto hidráulicas como de otro tipo (represas, puentes, canales, obras de riego, etc).

## El ciclo hidrológico
El ciclo del agua en la naturaleza o ciclo hidrológico, es decir, el recorrido que el agua en sus distintos estados físicos pasando de la hidrósfera a la atmósfera, de aquí a la litósfera y nuevamente a la hidrósfera, es un proceso esencial para la existencia de vida sobre la Tierra. Las aguas corrientes completan ese ciclo hidrológico (). La dinámica fluvial integra todos los fenómenos que se producen en la superficie terrestre como consecuencia de la acción de las aguas continentales, en particular de las aguas que forman los ríos. La acción de esas aguas es, principalmente, de dos tipos: de erosión y de sedimentación, constituyendo en conjunto, los principales agentes del modelado fluvial.

## Los sistemas fluviales y los procesos geomorfológicos
Las cuencas hidrográficas constituyen áreas bien delimitadas de la superficie terrestre que se deben interpretar en su conjunto cuando se consideran como regiones naturales sujetas a ciertos procesos muy importantes con el fin de evaluar los recursos hídricos y económicos en general de cualquier país y que, en el caso de los grandes ríos, puede corresponder a varios países o regiones supranacionales.

## Cuenca de un río
La cuenca hidrográfica de un río es el área drenada por un río y sus afluentes. El agua de lluvia circula por la superficie terrestre debido a la gravedad (escorrentía o escurrimiento), formando los ríos y lagos y se puede infiltrar en el suelo y el subsuelo para formar las aguas subterráneas. No hay que confundir cuenca con vertiente ya que este último concepto se refiere al conjunto de cuencas (generalmente de caracteres similares) que desembocan en un mismo mar u océano (por ejemplo, vertiente atlántica, cantábrica o mediterránea en España) o en vertientes internas de las cuencas endorreicas, como ocurre en muchas partes del Sáhara y de otras regiones de clima árido en todo el mundo.

## Caudal de un río
El caudal de un río es la cantidad de agua que lleva ese río en un momento dado. Se mide en m³/s en los sitios de aforo convenientemente situados según las necesidades en la planificación de las cuencas hidrográficas (por ejemplo, antes o después de una confluencia, a la salida de una región montañosa o llana, etc.).

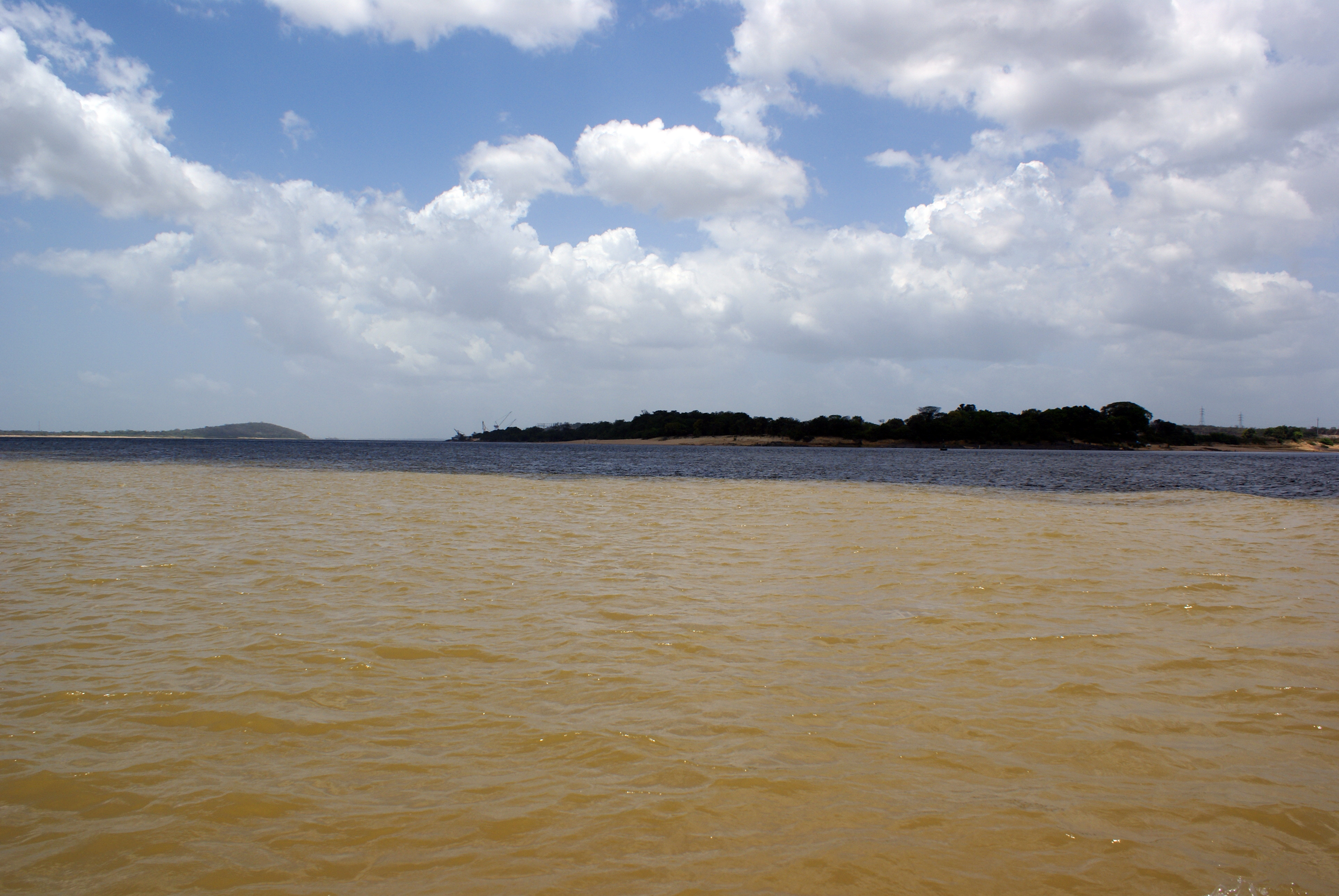
La confluencia del río Caroní, de aguas oscuras, con pocos sedimentos en suspensión, contrasta con las aguas del propio Orinoco, de coloración más clara por la gran cantidad de sedimentos arcillosos que arrastra.

El río transporta agua y sedimentos, que tienen un comportamiento muy distinto el uno del otro. Normalmente, cuando se habla de caudal, implícitamente se entiende el caudal líquido. Tanto el caudal líquido como el caudal sólido pueden variar en el tiempo y a lo largo del recorrido del río. En efecto, un mismo río puede atravesar dos zonas de distintas características (terrenos poco resistentes a la erosión, donde aumenta el transporte de sedimentos y terrenos muy resistentes donde la erosión localizada es mucho menor). Más aún, el mismo río en un mismo lugar puede actuar de manera distinta y hasta opuesta con respecto a la composición del caudal (agua y sedimentos o aluviones) ya que no existe una correspondencia perfecta entre el caudal líquido y el de sedimentos. Por lo general, cuando aumenta el caudal líquido aumenta la capacidad de transporte de sedimentos por el río pero a menudo no sucede así. Por ejemplo, en una confluencia en una zona completamente llana, el caudal aumenta considerablemente (por la suma de los caudales de los dos ríos) y aumenta también el tamaño del cauce. Sin embargo, el volumen de los sedimentos acarreados puede disminuir al represarse las aguas y disminuir su velocidad, con lo que aumenta la sedimentación (es decir, el depósito de sedimentos) y convierte al río aguas abajo de la confluencia en un río con mayor caudal líquido pero con menor transporte de sedimentos. A menudo, esta diferenciación del caudal es la responsable de modificaciones y anastomosis del cauce, en la migración lateral del mismo, en la asimetría de los diques naturales o levées, en la formación de meandros y su estrangulamiento (formándose lagos en herradura o llanuras de inundación), en la captura de un río por otro y en muchos otros procesos de dinámica fluvial. Un ejemplo antológico de estas ideas se encuentra en la migración del cauce del río Nalón en Olloniego en un tramo con pendiente relativamente fuerte en la que un meandro suave a la derecha fue arrojando los sedimentos a la izquierda, es decir hacia la parte cóncava de la curva del río, lo cual inutilizó hace unos 300 años (exactamente en 1676), el puente romano construido en el lugar, como señala Cosme Morillo en su Guía y mapa de la Naturaleza de España (). Lo que sucedió en este caso es fácil de entender y similar a lo que está empezando a ocurrir en el río Sella de la imagen anterior y la única diferencia es que la curva en el Sella es hacia la izquierda y en el Nalón es a la derecha. En ambos casos, la fuerza centrífuga del agua tiende a arrojar los aluviones hacia la parte cóncava del cauce, liberando de gran parte del material sólido al caudal líquido, el cual sigue la ruta más corta, es decir, hacia la orilla interna que es la ruta más directa. Esta ruta más corta es, como puede verse en la foto del río Sella, hacia la margen izquierda del río, mientras que en el caso del Nalón en Olloniego es hacia la derecha, como puede verse en una imagen de Street View de Google maps (Puente romano sobre el cauce abandonado del río Nalón en Olloniego, a la derecha puede verse el río Nalón en la actualidad: 

## Régimen de un río
El régimen fluvial es el comportamiento o fluctuación del caudal de un río a lo largo del año, monto obtenido promediando los caudales promedio de cada uno de los meses del año durante la mayor cantidad de años posible. Se refiere a variaciones del caudal que suelen quedar registradas en los lugares de aforo mediante unos aparatos automáticos de registro denominados fluviómetros (si el registro es manual) y fluviógrafos cuando el registro es automático. Se denomina registro fluviométrico a las variaciones momentáneas del caudal de un río que quedan grabadas de manera automática en una cinta impresa. El régimen fluvial constituye, a su vez, el promedio de los aforos diarios, mensuales y anuales durante un largo período de años.
El proceso es relativamente complejo: diariamente, a horas establecidas, el nivel del agua en la sección de control o de aforo. Los caudales se determinan con base en la curva de aforos de la sección, para la cual, a cada nivel del agua le corresponde un determinado caudal. Con base en las dos mediciones se obtiene un promedio que se denomina caudal medio del día. Los promedios diarios en cada mes se obtienen calculando la media de los valores medios diarios. Por último, se toman los promedios mensuales durante una secuencia de un cierto número de años para obtener los promedios mensuales que incluyan los datos de todos los años en la secuencia, en el entendido de que el régimen fluvial quedará mejor definido cuanto mayor sea la serie empleada de años de registro.

## Régimen fluvial y régimen pluviométrico
Existe una correspondencia bastante estrecha en la mayoría de ríos, en lo que respecta al registro de los aforos en la cuenca de un río y los registros de lluvias obtenidos en esa cuenca. Sin embargo hay que tener en cuenta unas ideas relacionadas con la comparación que puede establecerse entre lluvias y caudal:
- El régimen fluvial será mucho más irregular en las cuencas con climas secos. Esto significa que, si comparamos el régimen fluvial del río Miño (en una región con clima lluvioso) con el del Júcar, cuya cuenca tiene un clima mucho más seco, las crecidas e inundaciones en el caso del Júcar siempre serán mucho más violentas pero, en cambio, el caudal del Miño será mucho más estable (régimen regular o constante, sin grandes fluctuaciones) y por supuesto con un mayor caudal relativo (caudal/área, que se puede medir en l/s/km², es decir, litros por segundo por km²).
- Por el contrario, en las regiones de clima lluvioso, el régimen fluvial mostrará menos altibajos y un caudal relativamente abundante y menos "apegado" a las fluctuaciones de las lluvias.
- La regularidad del caudal es mayor en los ríos de cuenca muy extensa que en aquellos con una cuenca de reducida extensión, aunque puede haber excepciones en el caso de clima muy húmedo en cuencas de escasa superficie.
- El régimen fluvial seguirá al pluviométrico, con un cierto desfase en el que intervendrán múltiples factores (extensión de la cuenca, relieve y pendiente, vegetación, etc.).

## Cauce
El cauce o lecho de un río es el canal natural por el que circulan las aguas del mismo. En su análisis intervienen dos características principales: perfil transversal, es decir, el perfil que indicaría el fondo del cauce entre una orilla y otra; y perfil longitudinal, que es el que indica el thalweg o vaguada (la parte más profunda del cauce) desde el nacimiento del río hasta su desembocadura.

### Perfil transversal

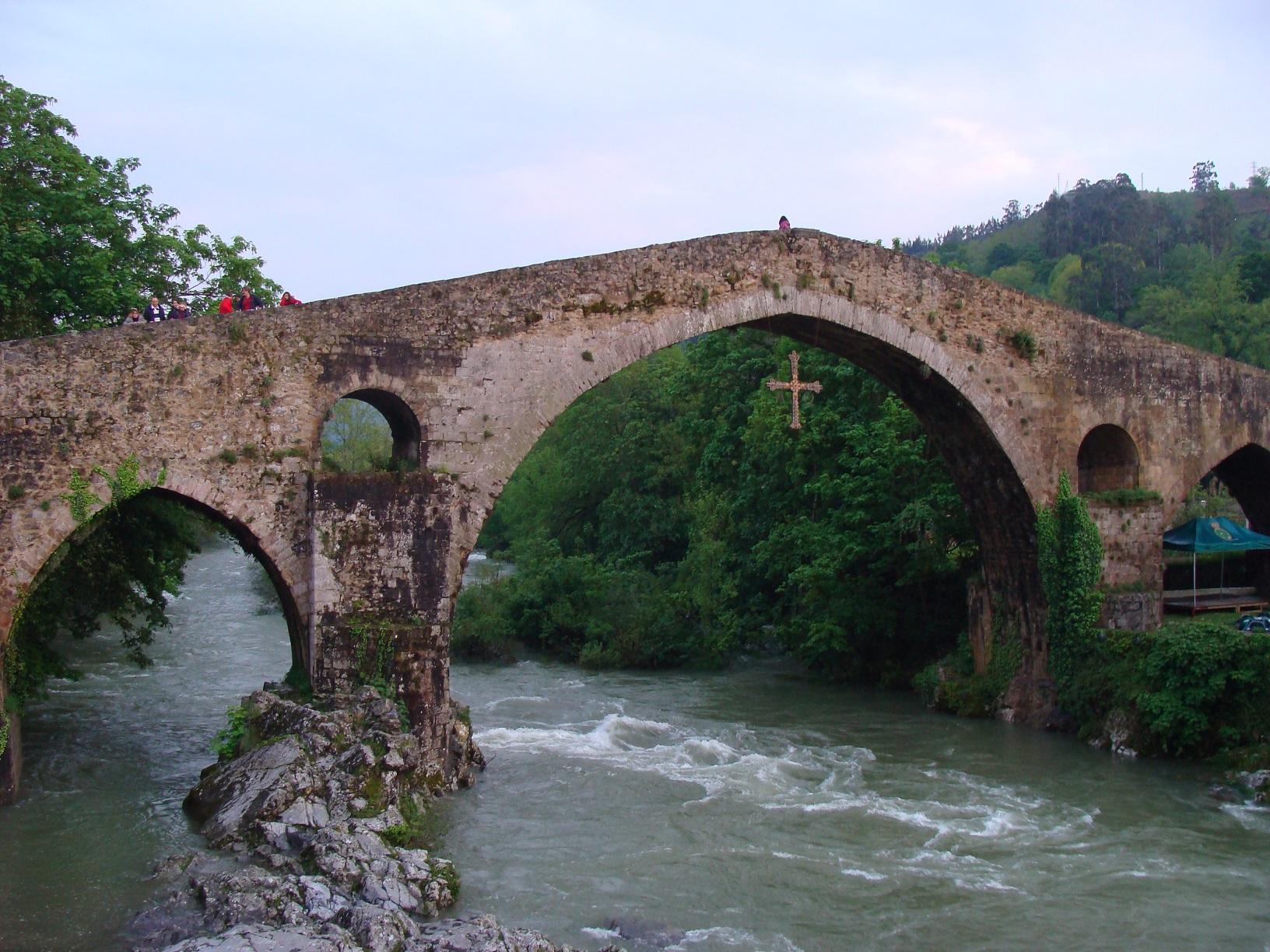
Puente romano muy antiguo sobre el río Sella en Cangas de Onís (Principado de Asturias, España). Como puede verse, el tramo más elevado del puente se encuentra sobre la parte central de la corriente, donde ésta es más fuerte, como puede verse por las aguas blancas que presentan la mayor velocidad y altura. No obstante el diseño del puente, adecuado para la dinámica fluvial de este río en particular, puede verse en la parte izquierda del arco central más elevado, las huellas de una reparación que probablemente tuvo que hacerse porque existe una pequeña curva o meandro hacia la margen derecha del río (es decir, a la izquierda de la foto) que lanza el agua por la fuerza centrífuga hacia el lado izquierdo del puente en la presente imagen.

El perfil transversal típico del cauce de un río forma una depresión cóncava con la parte más profunda donde la corriente del río es más fuerte: si el tramo donde se mueve el río es recto, la parte más profunda tenderá a quedar en la parte central de la corriente. Sin embargo, esta situación o concepción teórica sólo se presenta en condiciones ideales que suelen modificarse por numerosos factores como son, principalmente, la pendiente (si es muy escasa tiende a producir meandros, tanto libres o divagantes como ensanchados o encajados, con lo cual se desplaza el centro de la corriente hacia la orilla cóncava por la fuerza centrífuga de la corriente de agua) y el caudal: si el río está crecido, es decir, cuando lleva mucho volumen de agua, la corriente es bastante fuerte y puede realizar un trabajo erosivo muy intenso tanto en las orillas como "limpiando" el fondo, aunque la pendiente no se haya modificado. Además, en ríos caudalosos (como puede verse en la cuenca del Orinoco) la superficie del agua presenta un fuerte abombamiento donde la corriente es más rápida lo cual da origen, a su vez, a una serie de vórtices o remolinos girando en sentido horario hacia la orilla derecha y antihorario en la izquierda. Esta razón fue el motivo por el que los antiguos puentes construidos en la Edad Antigua en el territorio del Imperio Romano se hicieran aumentando el nivel sobre el agua en la parte donde la corriente es mayor, por lo general en la parte central del río. En cambio, los ríos donde los puentes tienen un tablero más o menos horizontal pueden tener daños y hasta derrumbes en su parte central durante las grandes riadas, como sucedió durante la gran riada del Turia en Valencia durante octubre de 1957.
Así, este abombamiento en la parte de la superficie del agua donde ésta tiene más velocidad (como puede verse en las crecidas de los ríos) genera una serie de vórtices o remolinos que se producen principalmente en la orilla izquierda en el hemisferio norte y derecha en el hemisferio sur, también debido a la desviación producida por el movimiento de rotación terrestre. Por último, la diferencia en la dinámica fluvial que introduce el movimiento de rotación terrestre sobre las orillas de los ríos es muy grande en la zona intertropical donde puede llegar a ser bastante perceptible: recordemos que algunos de estos ríos, como sucede con el Orinoco y mucho más con el Amazonas, son muy anchos y ello crea una diferencia notoria a la hora de evaluar la influencia del efecto de Coriolis sobre la propia corriente fluvial. Entre Barrancas del Orinoco, en la orilla izquierda de este río y Piacoa, en la orilla derecha, poblaciones ubicadas en el punto donde se abre el Delta del Orinoco, hay unos 20 km de distancia y ello es en parte responsable de que este delta sea una especie de combinación entre delta y estuario, como se indica en el artículo sobre la cuenca del Orinoco: la Boca Grande o de Navíos, hacia el sur, presenta un amplio estuario por el que sube directamente la corriente de deriva litoral (continuación de la corriente ecuatorial del norte) reforzada por las mareas que, aunque tienen aquí una escasa amplitud, ayudan a limpiar el cauce durante el bajamar o reflujo. Algo totalmente distinto sucede en el resto de los ríos, "caños" o brazos que forman el Delta del Orinoco como son el Araguaimujo, Macareo, Mariusa, Mánamo y otros. En estos brazos, la corriente litoral incide de manera oblicua a los ríos y frena sus aguas, desviando la desembocadura hacia la izquierda y obligando a depositar los sedimentos que acarrean por la oposición de las aguas marinas. También se producen mareas (aunque no tan importantes como en las zonas templadas), pero la acción de la corriente litoral se ejerce, continuamente, en forma casi paralela a dichos brazos del Orinoco, con lo que más que ayudar a limpiar los cauces, contribuye a frenar las aguas y, en consecuencia, contribuir a la sedimentación de las barras litorales, que desvían las aguas de los caños del delta hacia la izquierda (). Puede verse el litoral atlántico del Delta del Orinoco en Google maps (), dirigiéndose hacia la isla de Trinidad, la cual ya estuvo unida al continente durante el Pleistoceno, por el descenso de las aguas oceánicas en la Época Glacial por la acumulación del hielo en los grandes glaciares continentales ya que la profundidad entre la isla de Trinidad es apenas de unos 20 metros, como señala Pablo Vila en la obra ya citada.

#### Perfil de equilibrio

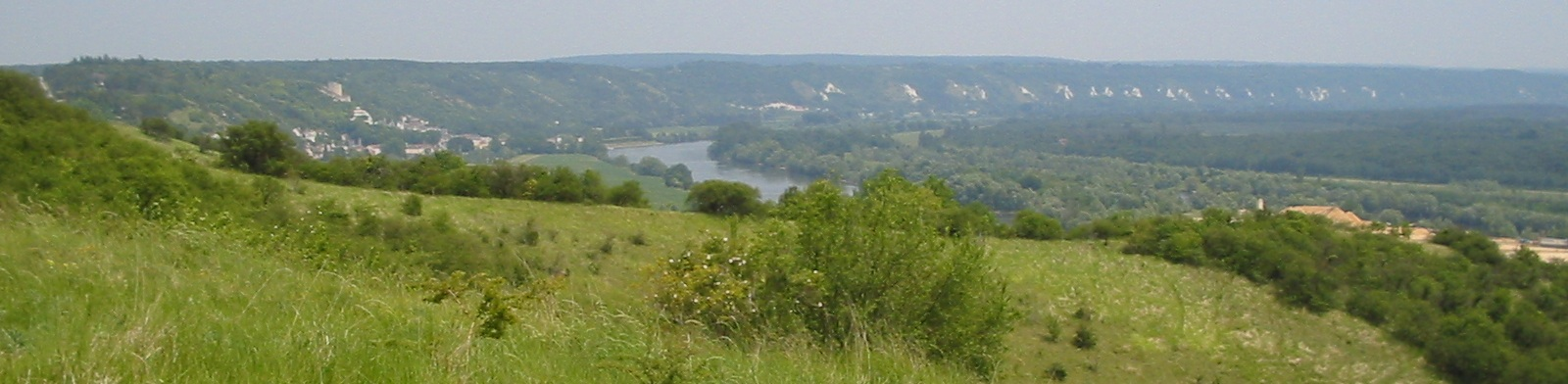
El río Sena a su paso por La Roche-Guyon (Francia). El testimonio del levantamiento del relieve a partir de una llanura sedimentaria puede verse en la horizontalidad del mismo, que forma una penillanura, casi llana como este nombre indica. El castillo y población de La Roche-Guyon puede verse a la izquierda en una curva que iba siendo excavada por el propio río a medida que el relieve se iba levantando

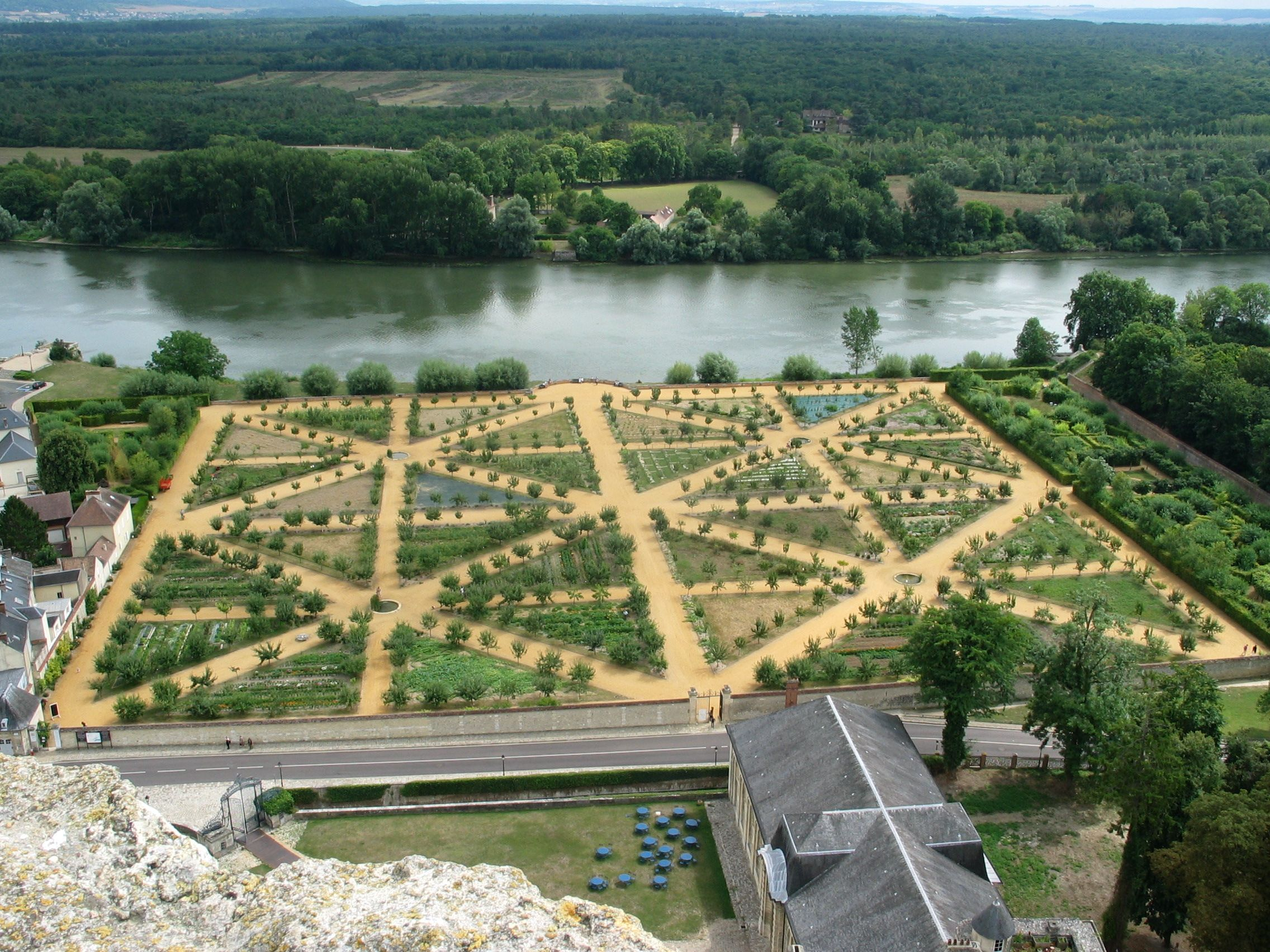
El jardín de vegetales del Castillo de La Roche-en-Guyon junto al río Sena. En francés se llama Le potager al huerto de vegetales para el consumo doméstico del propio castillo. Obsérvense las rocas blancas (creta) del primer término que constituyen el acantilado levantado por los movimientos eustáticos y que impiden la erosión y la sedimentación nueva en ambas orillas del río, sobre todo en la margen derecha (aquí en primer plano) como puede verse en la imagen, con casas y árboles casi al mismo nivel de las aguas, pero que no muestran el posible efecto de inundaciones.

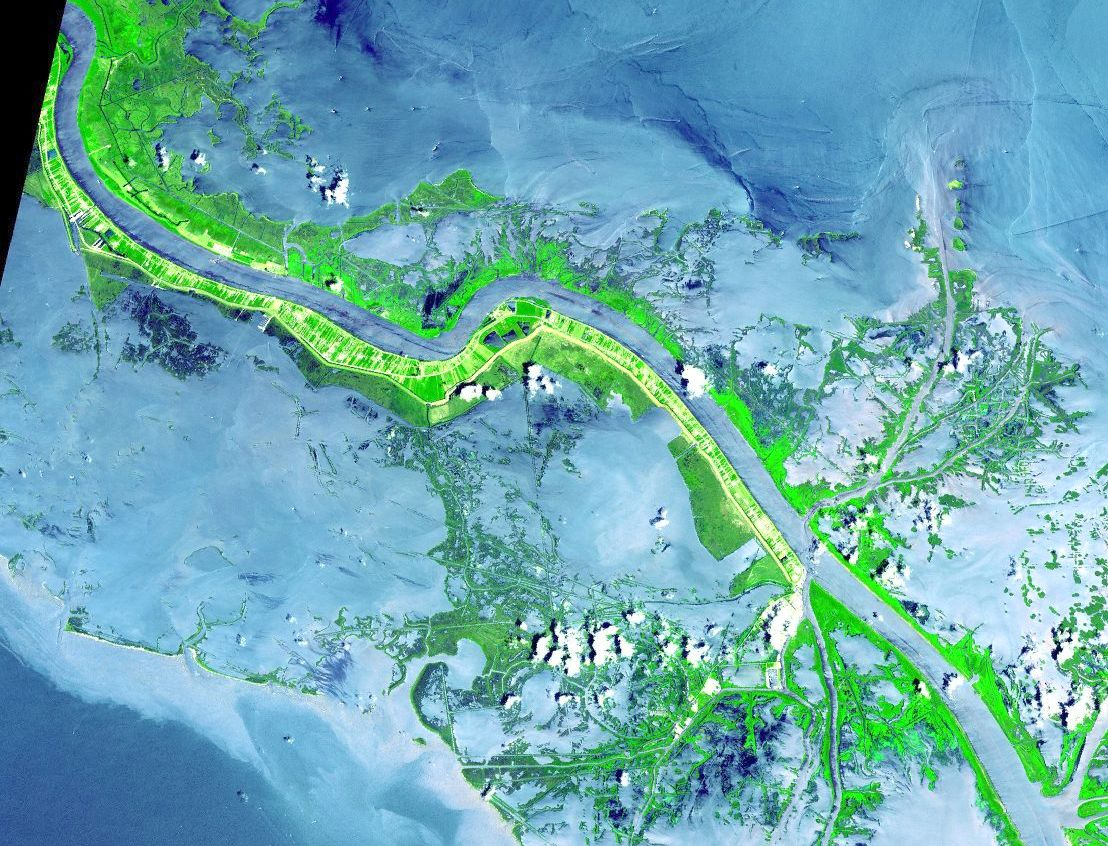
El delta del río Misisipi, aguas abajo de Nueva Orleans, muestra los diques naturales construidos por los sedimentos del propio río, donde se concentran la población y las vías de comunicación. Para mejorar estos diques naturales contra las inundaciones, se reforzaron algunos tramos mediante diques artificiales que vinieron a elevar el cauce del río y que fueron sobrepasados por las inundaciones ocasionadas por el Huracán Katrina en 2005. Obsérvese que la mayor parte de los brazos formados por las brechas abiertas en los diques naturales se han producido en la orilla izquierda del cauce principal, y también que el dique más elevado y extenso, donde pueden verse campos de cultivo es el derecho, al centro-izquierda de la imagen

El perfil de equilibrio se alcanza en un río en el momento en que las aguas de dicho río no pueden, ni erosionar las orillas hacia arriba, ni profundizar el cauce. Por lo general, se produce en cauces encajados debido a la elevación del relieve por movimientos eustáticos o de otra índole, en lugares próximos a su desembocadura: en una crecida del río, las aguas no pueden subir mucho de nivel porque el cauce se encuentra calibrado, es decir, la mayor cantidad de agua no se traduce en un aumento considerable de nivel sino de velocidad, ya que el nivel del agua del río no puede desviarse mucho, hacia arriba, por estar casi al mismo nivel del mar. El ejemplo de un río cuyo cauce se encuentra en esta situación es el Sena () y otros ríos europeos y de otros continentes. Sin embargo, es justo señalar que incluso en el caso de un río como el Sena se pueden producir inundaciones aunque sean de escasa importancia (como sucedió en 1910), cuando una marea viva en la desembocadura represó las aguas del río y elevó su nivel hasta muy adentro aguas arriba. Los acantilados cretácicos de color blanco que fueron excavados por el Sena pueden distinguirse bastante bien en la foto panorámica del río.

### El perfil longitudinal
Este tipo de concepto refleja gráficamente la capacidad erosiva de un río en sus partes principales (superior, media e inferior) a través del estudio de la pendiente del propio río. Indica la relación entre la distancia recorrida por un río desde su nacimiento y la altura relativa de cada punto de dicho perfil. Se mide sobre el thalweg o vaguada de un río o valle, es decir, sobre la línea que recorre los puntos más bajos del cauce de ese río o del fondo del valle o cauces secos en el caso de torrentes, ramblas o uadis (wadi en inglés).

### La elevación del cauce en las llanuras sedimentarias
La velocidad de las aguas de un río es mucho mayor en la parte donde el cauce es más profundo, a cierta profundidad, ya que en la superficie (por la fricción con el aire) el agua va más lenta, lo mismo que sucede en el fondo por la fricción con el suelo que forma el lecho del río. De manera que en el fondo, en las orillas y, en general, donde es menos profundo, el agua se mueve más lentamente. Esta diferencia de velocidad hace que, de manera inevitable, el fondo y las orillas de los ríos de llanura vayan subiendo con el tiempo hasta llegar a quedar por encima de las zonas situadas a ambos lados del río, lo que puede producir inundaciones muy extensas y severas. La demostración de este esquema fluvial se presenta en un tipo de ríos que se denominan ríos tipo Yazoo (el Yazoo es un río que discurre junto al Misisipi sin desembocar en él durante gran parte de su recorrido) que corren paralelos al río principal generalmente por su margen izquierda, con lo que el margen derecho aumenta mucho en altura, lo cual limita el acceso a dicho río principal, que se encuentra a mayor elevación por haber transportado a lo largo del tiempo, una mayor cantidad de sedimentos. Y esta elevación del cauce se debe, evidentemente, a que la menor velocidad de las aguas por la escasa pendiente ocasiona que los sedimentos arrastrados por el río se vayan depositando en los lugares donde esa velocidad es menor, es decir, en el fondo del cauce y en las orillas del mismo. En resumen: la elevación del cauce en los ríos de escasa pendiente se debe, especialmente, a la formación y crecimiento de los diques naturales de dicho río. Sin embargo, hay que tener en cuenta que los dos diques naturales de los ríos no crecen lo mismo en altura ni al mismo tiempo, lo que ocasiona la asimetría fluvial tanto de las cuencas hidrográficas, como de los cauces y de las riberas de los ríos: en el hemisferio norte, los diques de la derecha crecen más y más pronto que los de la izquierda, mientras que en el hemisferio sur sucede lo contrario y son los diques de la derecha los de menor altura por lo que tienden a desbordarse durante las crecidas. Este proceso, conocido desde hace varios siglos, no ha sido bien estudiado e incluso hoy en día se vienen cometiendo errores muy graves en la construcción de obras de infraestructura como puentes, diques de contención, canalización o embaulamiento de corrientes fluviales de distinto tamaño, etc.

### La asimetría de las calcetas o diques naturales de los ríos
Hace ya bastante tiempo se pensaba que la cuenca cuenca y el cauce de los ríos tenían una simetría que era inherente a la naturaleza de todos los ríos, es decir, de la propia geomorfología fluvial. Hoy se ha podido comprobar que los diques naturales de un río así como la cuenca del mismos siempre tienen una asimetría que es inherente a la propia naturaleza de los cauces y cuencas de esos ríos. Esta asimetría queda patente en las cuencas hidrográficas y en los diques naturales de los ríos y estas asimetrías, aunque se ven en casi todo tipo de ríos se ven mejor en los que tienen escasa pendiente en llanuras sedimentarias, donde suelen formar meandros divagantes que también siguen unas determinadas tendencias bien estudiadas ().
La diferenciación entre la asimetría de la cuenca y del cauce en los ríos está definida en la obra de Priyanka Das, Surajit Let y Swades Pal (). En esta obra se definen los dos conceptos:

Basin asymmetry is defined as the proportion of area in two sides of the main river and thalweg asymmetry is defined as the distribution of width in two sides of the thalweg
La asimetría de las cuencas fluviales se define como la proporción del área en los dos lados del cauce del río principal. Y la asimetría del talveg se define como la anchura del cauce a ambos lados de la línea que une los puntos más profundos en el cauce del río, es decir, la vaguada o talveg del mismo

 (Tomado del artículo identificado arriba).
En los ríos de llanura, donde la pendiente es muy escasa, el mayor o menor caudal es el responsable de los fenómenos tanto de erosión como de sedimentación, especialmente, durante las épocas de crecida del caudal que pueden dar origen a que el nivel de las aguas fluviales supere la altura de los diques naturales o artificiales del cauce ocasionando inundaciones que pueden llegar a ser muy graves. Entre los fenómenos de erosión podemos citar el cambio de curso, la captura de un río por otro, la formación de meandros, cauces abandonados, lagos en herradura y, sobre todo, la erosión lateral del cauce, responsable directa de muchos de los fenómenos aquí señalados. La erosión lateral de un río de llanura es muy frecuente y se puede ver en la imagen del río Apure frente a la población de El Samán, que muestra el proceso erosivo de la forma como las aguas han ido dejando al descubierto las raíces de un árbol muy corpulento (probablemente se trate de un carocaro o Enterolobium cyclocarpum más que de un verdadero samán) que seguramente ya habrá desaparecido porque la foto tiene casi 40 años y la erosión en este punto es muy activa, sencillamente, por encontrarse en la ribera izquierda del río, tal como se explica más adelante. Y entre los fenómenos de sedimentación se pueden citar la elevación del cauce por la acumulación de sedimentos en el fondo del cauce y en el dique natural de la derecha del cauce en el hemisferio Norte y de la izquierda en el hemisferio sur, tal como se verá más adelante, con algunos casos que servirán de ejemplos razonados para demostrar las leyes naturales que rigen los procesos geomorfológicos originados por los ríos en la superficie terrestre.
De los dos tipos de asimetría existentes en los ríos (asimetría de la cuenca y asimetría del cauce) se pueden mostrar miles de ejemplos pero, en general, en el hemisferio norte predomina la mayor extensión de la cuenca del lado izquierdo del río, el mayor número de afluentes por este lado (lo que está correlacionado con la mayor extensión de la cuenca), las inundaciones más importantes por el lado izquierdo y las capturas fluviales y migración lateral del cauce también por dicho lado.
Y en el hemisferio sur sucede lo contrario: los ríos tienen una asimetría de las cuencas siendo, por lo general, mayor la superficie de la cuenca a la derecha del río principal, donde también se presentan inundaciones más frecuentes, meandros más numerosos y de mayor tamaño y capturas fluviales más frecuentes hacia dicho lado.
Las excepciones a estas ideas suelen presentarse en casos de ríos donde el relieve ejerce restricciones en el grado de libertad para seguir un curso dado o modificarlo.
Otra excepción a esta regla se ha presentado en los ríos de clima con inviernos muy fríos (Alaska, Siberia) donde el agua se puede congelar formando enormes acumulaciones más frecuentes en la orilla derecha, al contrario de lo que sucede con el agua líquida, que se desborda con mayor frecuencia por la orilla izquierda. La causa de esta excepción se debe, naturalmente, a la menor densidad del hielo que hace que se acumule en las orillas donde la velocidad es menor, es decir, en la parte convexa de los meandros y, sobre todo, al represamiento de las aguas por la formación de un dique transversal de hielo (Ice dam en inglés) como sucedió en las inundaciones del Yukón en Eagle (Alaska) en el año 2009 (). En este caso las inundaciones pueden abarcar ambas orillas del río, con el agravante de que Eagle se ubica en el margen izquierdo de dicho río.

## Asimetría de las cuencas fluviales

### La asimetría de los diques naturales de los ríos en el hemisferio sur
Dos ejemplos servirán para ver la distinta situación que se presenta en el Hemisferio Sur, donde las inundaciones en las crecidas de los ríos tienden a producirse hacia el lado derecho, mientras que los diques naturales de los ríos en su margen izquierda son más elevados.

#### El ejemplo de Rosario, Argentina
.

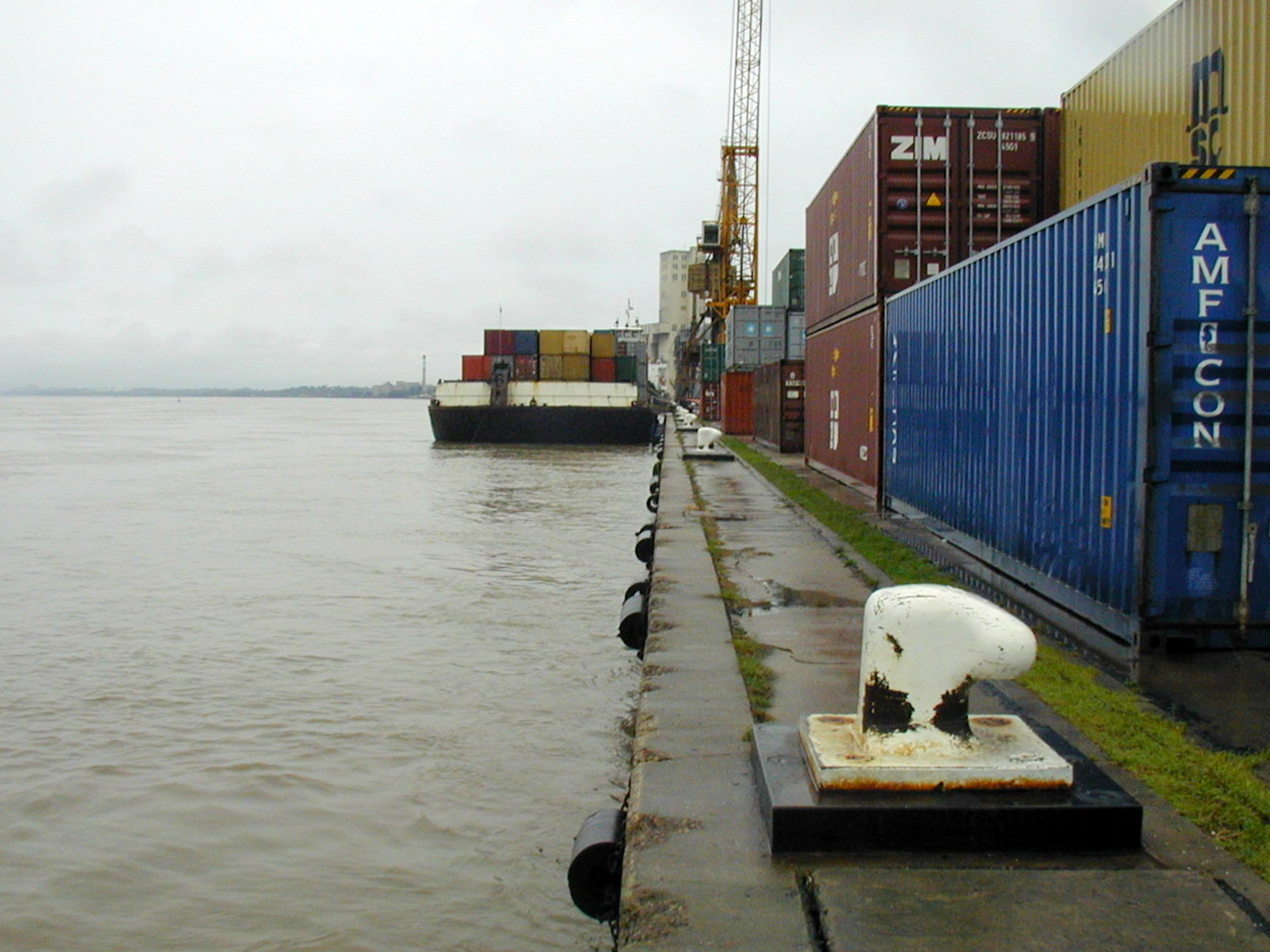
El puerto de Rosario, en Argentina, detalle del muelle de contenedores.

La ciudad de Rosario, en Argentina, se encuentra en la margen derecha del río Paraná, el segundo río en longitud y tercero por su caudal en América del Sur. Una imagen de satélite de Google maps pone de manifiesto los problemas de dicha ubicación ya que puede verse la llanura de inundación del río justo frente a la ciudad y como las sucesivas crecidas y formación de meandros han ido arrinconando al cauce principal del río hacia la derecha (izquierda en la imagen de satélite) lo que ha venido a ocasionar esporádicas inundaciones como sucedió en 2007 (). A diferencia de lo que hemos visto con los ríos del hemisferio norte, en el caso del Paraná resulta visible el desvío de sus aguas hacia la derecha del cauce lo que, como hemos visto, le da a esta ciudad una vulnerabilidad bastante seria a pesar del relieve relativamente elevado de la ribera derecha (occidental). Y esa vulnerabilidad a las inundaciones se pone de manifiesto de manera gráfica con la fotografía del muelle de contenedores del Puerto de Rosario, en la que se puede notar la escasa altura sobre el nivel de las aguas del río. Afortunadamente, aunque la distancia aguas arriba de la gran represa de Itaipú es muy grande, es muy probable que dicha represa haya contribuido a regular en cierto modo el caudal del río Paraná.

#### Las inundaciones de 1956 del río Murray en Australia

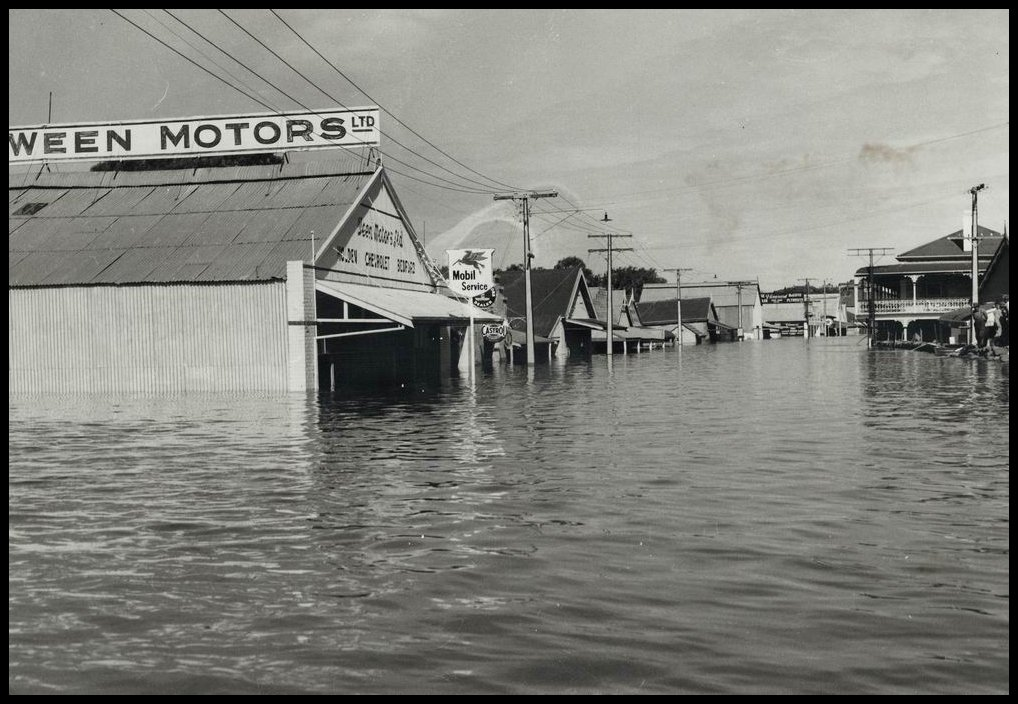
Inundaciones de 1956 provocadas por la crecida del río Murray, en Mannum, Australia.

La mayor parte de Australia tiene un clima muy seco. Sólo la parte norte de la isla-continente así como las montañas del sureste (Alpes australianos) tienen un clima algo más lluvioso. El río Murray, a su vez, presenta un régimen irregular y de caudal relativamente escaso, lo cual se debe a su largo recorrido por regiones de clima árido. Así, aunque el río Murray con sus afluentes (Darling, Murrumbidgee y otros) constituye el mayor sistema fluvial de Australia, con más de un millón de km², sus beneficios económicos para la agricultura, la industria y el abastecimiento de agua potable, no están bien desarrollados y existen posibilidades de incrementarlos a través de una planificación integral de la cuenca. El Murray es un río que presenta fuertes crecidas y largos periodos de aguas bajas, por lo que deben construirse más represas de fines múltiples (hidroeléctricos, regadío, control de inundaciones y otros), deben realizarse obras de infraestructura para evitar daños en las poblaciones ubicadas principalmente en la margen derecha del río desde la confluencia con el Darling hasta la desembocadura y deben canalizarse áreas de drenaje insuficiente (que en Australia reciben el nombre de billabong y corresponden a los términos castellanos de meandros abandonados, lagos en herradura, esteros o zonas esporádicamente inundadas, etc).
Al hablar de las inundaciones en la cuenca australiana del río Murray hay que señalar que, como se encuentra en el hemisferio sur, todo cuerpo en movimiento, como las aguas de un río, tiende a desviarse hacia la derecha, es decir, al contrario que en el hemisferio norte. Esto significa que, la rotación en un movimiento circular (como es el péndulo de Foucault) se haría de izquierda a derecha, o lo que es lo mismo, en sentido horario. Por ello prácticamente la totalidad de las ciudades afectadas por las inundaciones de la cuenca del Murray en 1956 se ubicaban en la orilla derecha del río (lo mismo que sucede en el caso de Rosario en Argentina). Entre las ciudades inundadas en aquella ocasión se pueden citar, incluyendo su localización en Google Maps: Colignan, Irak, Mannum, Murray Bridge, Mildura, Nangiloc, cuyo nombre se escribe al revés que Colignan, Red Cliffs,
Renmark, Wentworth y otras.
Todas las poblaciones anteriores están situadas en la ribera derecha del río Murray (salvo un par de casos, en los que la población se encuentra dividida en dos por el propio río. El caso de Iraak, que se encuentra algo separado del río Murray y ahora está prácticamente deshabitado, se debe a que originalmente era un campamento militar durante la Segunda Guerra Mundial (tuvo también prisioneros) y durante las inundaciones de 1956 se inundó creándose un lago que todavía existe: por una parte, la ubicación del lugar era una zona precaria y arriesgada y sólo se justificaba por el empleo temporal como zona militar. Por la otra, las inundaciones de dicho año pusieron de manifiesto el riesgo de dicha ubicación y agravaron el problema inicial: era probablemente más fácil desmantelar el campamento y mudarse de sitio que realizar obras de infraestructura tendentes a minimizar o eliminar los riesgos de esa ubicación. El programa Google Earth es muy útil a la hora de evaluar la situación de riesgo de inundación de cualquier ubicación en Australia (o en cualquier lugar) ya que moviendo el cursor sobre la imagen de satélite tenemos automáticamente la altura en m s. n. m. y ello nos puede indicar lo frecuente de una situación en la que los diques naturales de un río se encuentran a mayor altura que la llanura circundante que, precisamente por ello, se llama llanura de inundación.